# حارة الربيدي (ذمار)
حارة الربيدي هي إحدى حارات مدينة ذمار التابعة لمحافظة ذمار، بلغ تعداد سكانها 1,237 نسمة حسب تعداد اليمن لعام 2004.